# Dienis Kokariew
Dienis Siergiejewicz Kokariew, ros. Денис Сергеевич Кокарев (ur. 17 czerwca 1985 w Twerze) – rosyjski hokeista, reprezentant Rosji.

## Kariera
- THK Twer (2003–2004)
- HK MWD Bałaszycha (2004–2010)
- Dinamo Moskwa (2010–2017)
- Saławat Jułajew Ufa (2017–2018)
- Witiaź Podolsk (2018–2019)
- Spartak Moskwa (2019–2020)
- Dinamo Krasnogorsk (2020–2021)
- HK Tambow (2021–2022)
- HK Dynama Mołodeczno (2022–)

Wychowanek THK Twer. Od 2010 zawodnik Dinama Moskwa. Od lipca 2017 zawodnik Saławatu Jułajew Ufa. Pod koniec października 2017 przez CSKA Moskwa został zawodnikiem Mietałłurga Magnitogorsk. W maju 2018 został zawodnikiem WItiazia Podolsk. W czerwcu 2019 został zawodnikiem Spartaka Moskwa. Po sezonie 2019/2020 odszedł z klubu. W lipcu 2020 został zawodnikiem Dinama Krasnogorsk. W sierpniu 2021 trafił do HK Tambow. We wrześniu 2022 został zawodnikiem białoruskiego Dynama Mołodeczno.
Uczestniczył w turniejach mistrzostw świata w 2012, 2013. W 2014 kontuzja wykluczyła jego udział w Zimowych Igrzyskach Olimpijskich w Soczi.

## Sukcesy
Reprezentacyjne
- Złoty medal mistrzostw świata: 2012

Klubowe
- Złoty medal wyższej ligi: 2005 z MWD
- Srebrny medal mistrzostw Rosji / KHL: 2010 z OHK Dinamem
- Złoty medal mistrzostw Rosji: 2012, 2013 z Dinamem Moskwa
- Puchar Gagarina: 2012, 2013 z Dinamem Moskwa

Indywidualne
- KHL (2011/2012):
  - Piąte miejsce w klasyfikacji asystentów w fazie play-off: 9 asyst
- KHL (2012/2013):
  - Mecz Gwiazd KHL (wybrany wtórnie po odejściu grupy zawodników do ligi NHL)[11]
  - Pierwsze miejsce w klasyfikacji asystentów w fazie play-off: 15 asyst
  - Piąte miejsce w klasyfikacji kanadyjskiej w fazie play-off: 16 punktów
  - Trzecie miejsce w klasyfikacji +/- w fazie play-off: +11

Wyróżnienia
- Zasłużony Mistrz Sportu Rosji w hokeju na lodzie: 2012
- Dyplom Wdzięczności Prezydenta Federacji Rosyjskiej: 2013[12]